# Pectis leavenworthii
Pectis leavenworthii là một loài thực vật có hoa trong họ Cúc. Loài này được Standl. mô tả khoa học đầu tiên năm 1946.